# Phyllachora diocleicola
Phyllachora diocleicola är en svampart som beskrevs av Chardón 1940. Phyllachora diocleicola ingår i släktet Phyllachora och familjen Phyllachoraceae.   Inga underarter finns listade i Catalogue of Life.